# Парамус (Њу Џерзи)
Парамус (енгл. Paramus) град је у америчкој савезној држави Њу Џерзи.

## Демографија
По попису из 2010. године број становника је 26.342, што је 605 (2,4%) становника више него 2000. године.
| Група             | 2000.          | 2010.          |
| Белци             | 19.433 (75,5%) | 17.626 (66,9%) |
| Афроамериканци    | 291 (1,1%)     | 374 (1,4%)     |
| Азијати           | 4.434 (17,2%)  | 5.869 (22,3%)  |
| Хиспаноамериканци | 1.253 (4,9%)   | 1.913 (7,3%)   |
| Укупно            | 25.737         | 26.342         |